# Cardeñosa
Cardeñosa  és un municipi de la província d'Àvila, a la comunitat autònoma de Castella i Lleó. Limita amb Peñalba de Ávila, Las Berlanas, Monsalupe i Mingorría.